# Фитч, Найлз
Найлз Фитч (англ. Niles Fitch, род. 12 июля 2001) — американский актёр, наиболее известен благодаря роли в сериале «Это мы».

## Биография
Найлз Фитч родился 12 июля 2001 года в Атланте, Джорджия. Чтобы Найлз мог заниматься актёрским мастерством, его семья переехала в Нью-Йорк. Его отец, Фредерик Фитч, умер, когда Найлзу было 12 лет.
Фитч начал работать фотомоделью в возрасте четырёх лет. В 2012 году он дебютировал в театре в североамериканском турне представления «Король Лев» в качестве замены основного актёра, исполняющего молодого Симбы. В 2014 году Найлз сыграл Эммануэля в бродвейском шоу «Богоматерь Кибехо». В 2011 году Фитч дебютировал на телевидении в ситкоме «Дом семейства Пэйн», затем снялся в девяти эпизодах сериала «Армейские жёны».
В 2016 году Найлз Фитч был приглашен на роль молодого Рэндалла Пирсона в сериале NBC «Это мы». Эта роль принесла ему награду Гильдии киноактёров США. Сериал был продлен на второй, третий, четвёртый сезоны, Фитч продолжил свое участие в нём. В мае 2019 года стало известно, что Найлз Фитч получил роль принца Тумы в фильме Disney+ «Тайное общество младших монарших особ».
В настоящее время Найлз Фитч живёт в Лос-Анджелесе, Калифорния.

## Фильмография
| Год       |   | Русское название                      | Оригинальное название                | Роль                |
| --------- | - | ------------------------------------- | ------------------------------------ | ------------------- |
| 2011      | с | Дом семейства Пэйн                    | House of Payne                       | Томми Брукс         |
| 2013      | с | Армейские жёны                        | Army Wives                           | Дьюс                |
| 2014      | ф | Святой Винсент                        | St. Vincent                          | Бруклин             |
| 2015      | с | Закон и порядок: Специальный корпус   | Law & Order: Special Victims Unit    | Кеон Уильямс        |
| 2016      | с | Несгибаемая Кимми Шмидт               | Unbreakable Kimmy Schmidt            | Тайлер              |
| 2016      | с | Лучшие друзья навсегда                | Best Friends Whenever                | Эллиотт             |
| 2016      | с | Любовницы                             | Mistresses                           | Ноэль               |
| 2016—2021 | с | Это мы                                | This Is Us                           | юный Рэндалл Пирсон |
| 2017      | ф | Роман Израэл, Esq.                    | Roman J. Israel, Esq.                | Лэнгстон Бейли      |
| 2019      | с | Пьяная история                        | Drunk History                        | Майкл Патрик        |
| 2019      | ф | —                                     | Miss Virginia                        | Джеймс Уолден       |
| 2019      | ф | —                                     | If Not Now, When?                    | Майкл               |
| 2019      | с | Нетипичный                            | Atypical                             | Сэм                 |
| 2020      | ф | Тайное общество младших монарших особ | Secret Society of Second-Born Royals | Тума                |
| 2020      | с | Социальная дистанция                  | Social Distance                      | Ли Грэм             |
| 2020      | с | —                                     | Ghost Tape                           | н/д                 |
| 2021      | с | Разноцветная комедия                  | Mixed-ish                            | Джей                |
| 2021      | ф | Последствия                           | The Fallout                          | Куинтон Хасленд     |